# 科学文化宫

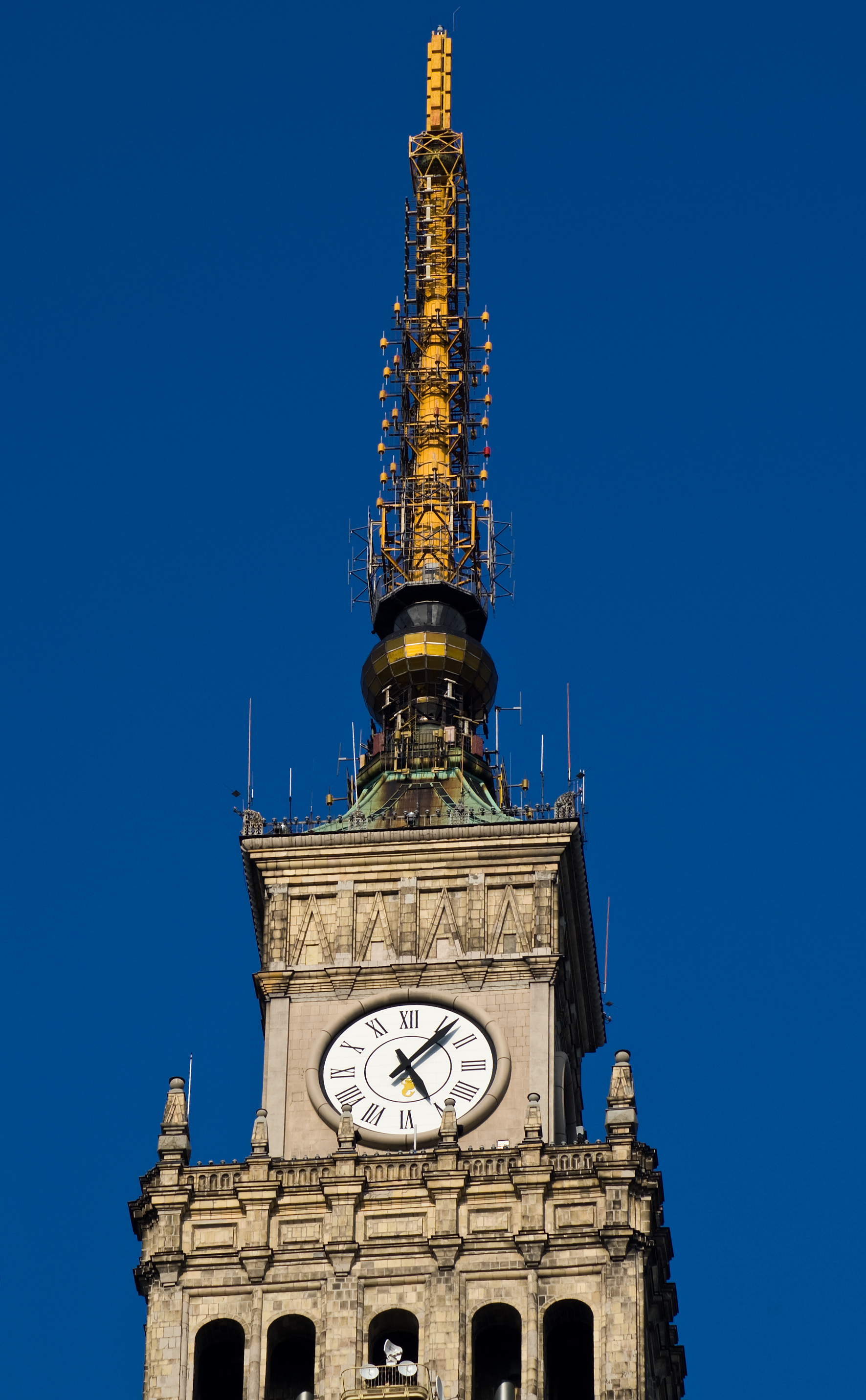
华沙科学文化宫的塔楼

科学文化宫（波蘭語：Pałac Kultury i Nauki），是华沙和波兰境内第二高的建筑物（仅次于华沙塔），也是該國首都华沙的标志性建筑。通常缩写为 PKiN，因此华沙市民也谑称其为“北京”（波蘭語：Pekin）。亦有人稱其為“斯大林的注射器”、“俄国婚礼蛋糕”。
文化宫位于华沙阅兵广场西侧，修建于1952-1955年，作为斯大林赠予波兰民族的礼物，由苏联劳工修建而成。高234米（767英尺），有3288个房间、3个剧院、1个游泳池、1个博物馆和1个能容纳3000人的会议厅。这个文化宫僅用三年便竣工，当它建成之時周圍都是废墟。這棟建築曾经以斯大林科学文化宫闻名于世，為斯大林式建筑风格。東歐劇變後，“斯大林”的名字被移除。这里举行過各類別的博览会，展览会，艺术表演和音乐活动。這座建築的觀景台是觀賞华沙最佳的地方。
多年来文化宫一直承载着科学与文化中心的功能。大楼里目前驻有近70个科学文化相关的机构和组织，楼内展厅经常举办各种展览，大楼还设有“艺术室”剧院、木偶剧院、“议会大厅”剧院和数家电影院。2007年，华沙科学文化宫獲列入波兰历史遗产名单。不過到2017年，波蘭內政部長馬柳什·布瓦什查克表示為了清除在波蘭的共产党专制象征，有需要拆卸科学文化宫，波兰副总理和文化部长彼得·格林斯基也表态支持拆卸。